# دوغلاس ريد
دوغلاس ريد (بالألمانية: Douglas Reed) (11 مارس 1895، لندن في المملكة المتحدة - 26 أغسطس 1976، ديربان في جنوب أفريقيا)؛ صحفي وروائي بريطاني.